# 煎釀叄寶
《煎釀叄寶》是2004年的香港電影，名稱源於故事中的三位主角（分別由許冠文、劉青雲及楊千嬅領銜主演）就像香港的街頭小食煎釀三寶一樣，永不分離。
本故事是一個典型的未來岳父為了保護女兒而與未來女婿爭風呷醋的故事。

## 角色
- 許冠文 飾 龍飛雁 Sophia 父親
- 劉青雲 飾 Frankie
- 楊千嬅 飾 Sophia
- 金燕玲 飾 Barbra
- 羅　莽 飾 龍飛雁父親
- 許紹雄 飾 丙良
- 李蘢怡 飾 Loretta
- 田蕊妮 飾 Victoria
- 盧淑儀 飾 Isabel
- 葉山豪 飾 Alex
- 晉　松 飾 周永吉
- 張　楠 飾 和尚
- 蝦　頭 飾 才女（30歲）

## 外部連結
- 香港影庫上《煎釀叄寶》的資料（繁體中文）
- 開眼電影網上《煎釀叄寶》的資料（繁體中文）
- 豆瓣电影上《煎釀叄寶》的資料 （简体中文）
- 时光网上《煎釀叄寶》的資料（简体中文）
- 爛番茄上《煎釀叄寶》的資料（英文）
- 互联网电影数据库（IMDb）上《煎釀叄寶》的资料（英文）